# 新潟県道324号豊栄太夫浜線

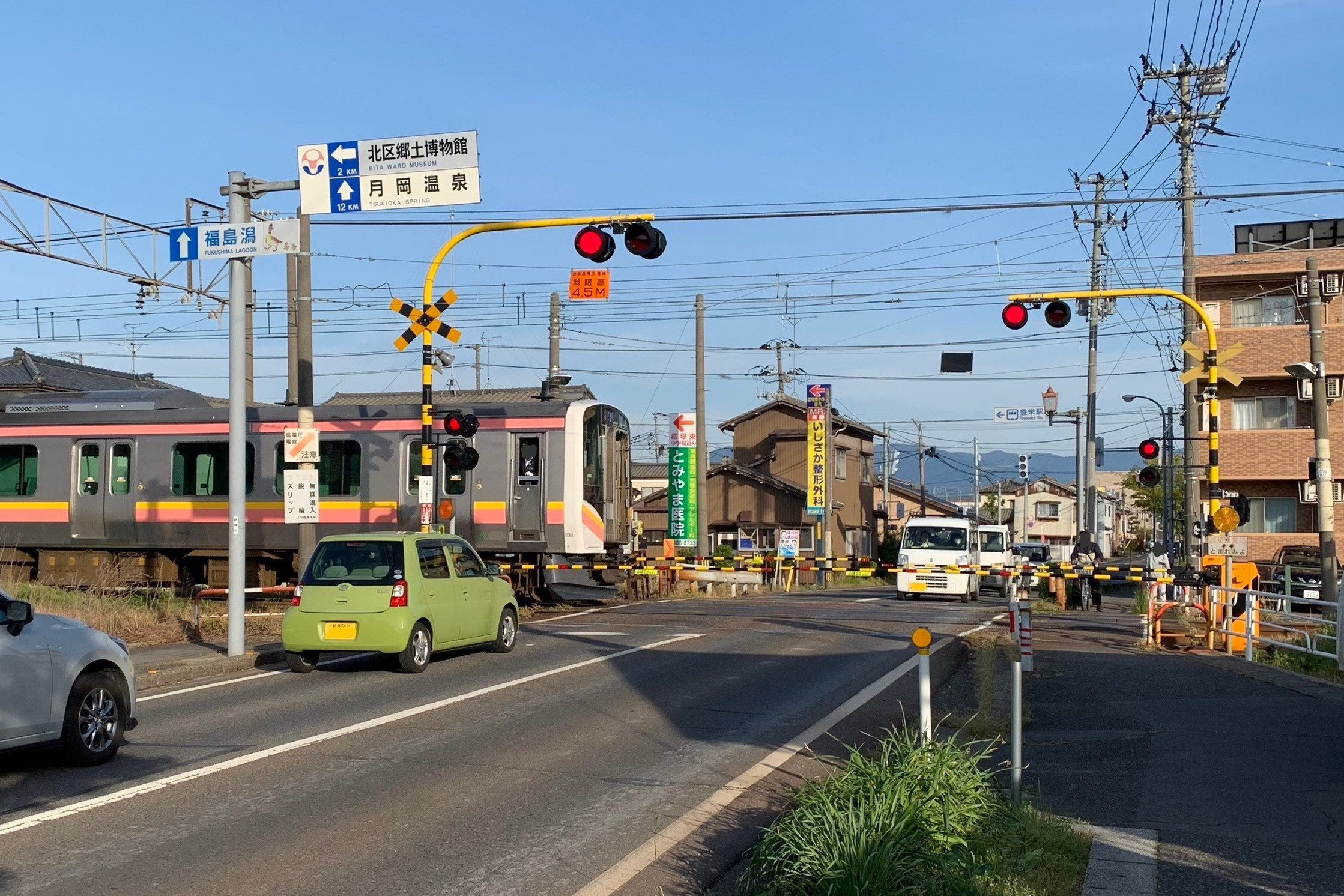
芋黒踏切（2020年5月）

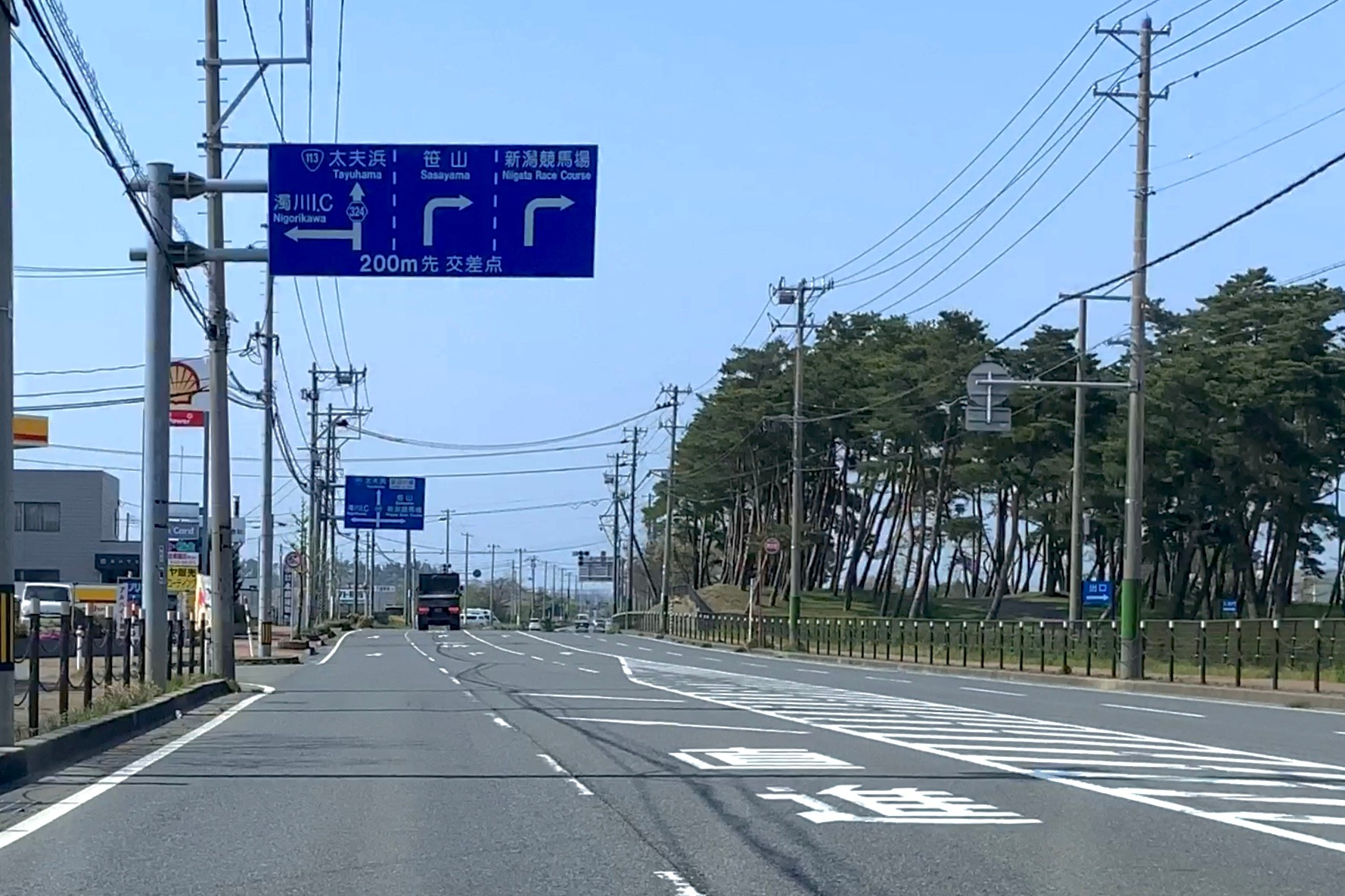
「競馬場入口」交差点付近（2020年4月）

新潟県道324号豊栄太夫浜線（にいがたけんどう324ごう とよさかたゆうはません）は、新潟県新潟市北区内の一般県道である。

## 概要
新潟市北区の中心地である葛塚地区から、新潟競馬場北側の国道113号太夫浜交差点に至る路線。白新町からJR白新線を踏切で渡り、県道3号（旧7号）、新新バイパスなどと交差しながら北上する。新新バイパス北側には新潟競馬場があり、県道324号は競馬場へのアクセス道路のひとつとなっている。このため、道路整備費用の一部は日本中央競馬会からも援助を受けて行われた。
なお、芋黒踏切周辺は豊栄駅が近くにあることもあり、電車通行時は両方向渋滞を引き起こしている。

## 沿革
- 1965年12月 - 中ノ曾根から国道7号（現・県道3号）に至る区間が農免農道として着工[1]。

### 路線データ
- 起点：新潟市北区川西一丁目（川西一丁目交差点＝新潟県道15号新潟長浦水原線交点）
- 終点：新潟市北区太夫浜字川俣（大夫浜交差点＝国道113号交点）
- 路線延長：

## 路線状況

### 通称
- 芋黒線[2][3][4]・競馬場線（白新町二交差点 - 尾山交差点）
- 競馬場通り（尾山交差点 - 太夫浜交差点）

## 地理

### 通過する自治体
- 新潟県
新潟市（北区）

### 交差する道路
- 新潟市北区
  - 新潟県道15号新潟長浦水原線（川西一交差点）
  - 新潟県道26号新発田豊栄線（他門大橋北詰）
  - 新潟県道3号新潟新発田村上線〈旧7号〉（尾山交差点）
  - 国道7号〈新新バイパス〉（競馬場インターチェンジ・樋ノ入交差点）
  - 国道113号（太夫浜交差点）